# Nguyễn Thị Minh Nguyệt
Nguyễn Thị Minh Nguyệt là phu nhân của Chủ tịch nước Cộng hòa xã hội chủ nghĩa Việt Nam, trong nhiệm kỳ Chủ tịch nước của chồng bà là Đại tướng Lương Cường từ ngày 21 tháng 10 năm 2024, cho đến nay.
Bà xuất hiện lần đầu tiên trước công chúng nhân dịp cùng chồng bà tiếp đón Tổng thống Bulgaria Rumen Radev và phu nhân sang thăm chính thức Việt Nam vào ngày 25 tháng 11 năm 2024.